# Eunice (Luisiana)
Eunice es una ciudad ubicada en la parroquia de St. Landry en el estado estadounidense de Luisiana. En el Censo de 2010 tenía una población de 10398 habitantes y una densidad poblacional de 782,59 personas por km².

## Geografía
Eunice se encuentra ubicada en las coordenadas 30°29′26″N 92°25′9″O / 30.49056, -92.41917. Según la Oficina del Censo de los Estados Unidos, Eunice tiene una superficie total de 13.29 km², de la cual 13.29 km² corresponden a tierra firme y (0%) 0 km² es agua.

## Demografía
Según el censo de 2010, había 10398 personas residiendo en Eunice. La densidad de población era de 782,59 hab./km². De los 10398 habitantes, Eunice estaba compuesto por el 64.09% blancos, el 32.63% eran afroamericanos, el 0.25% eran amerindios, el 0.59% eran asiáticos, el 0% eran isleños del Pacífico, el 1.13% eran de otras razas y el 1.32% pertenecían a dos o más razas. Del total de la población el 2.31% eran hispanos o latinos de cualquier raza.